# Жартитобинський сільський округ (Сариагаський район)
Жартито́бинський сільський округ (каз. Жартытөбе ауылдық округі, рос. Жартытобинский сельский округ) — адміністративна одиниця у складі Сариагаського району Туркестанської області Казахстану. Адміністративний центр — село Бостандик.
Населення — 19557 осіб (2021; 15656 у 2009, 11577 у 1999, 8988 у 1989).
Станом на 1989 рік існувала Ленінська сільська рада (села Інтимак, Курама, Новоабад, Стаханово, Тонкеріс).

## Склад
До складу округу входять такі населені пункти:
| Населений пункт | Колишні назви | Населення, осіб (1989) | Населення, осіб (1999) | Населення, осіб (2009) | Населення, осіб (2021) |
| --------------- | ------------- | ---------------------- | ---------------------- | ---------------------- | ---------------------- |
| Бостандик, село | Новоабад      | 1528                   | 1949                   | 2687                   | 3519                   |
| Достик, село    | Стаханово     | 1497                   | 2131                   | 3130                   | 4074                   |
| Интимак, село   | Інтимак       | 3780                   | 4529                   | 5895                   | 7021                   |
| Курама, село    | -             | 1069                   | 1468                   | 1967                   | 2447                   |
| Тонкеріс, село  | -             | 1114                   | 1500                   | 1977                   | 2496                   |